# Рока де' Балди
Ро̀ка де' Ба̀лди (на италиански: Rocca de' Baldi; на пиемонтски: la Roca dij Baud, ла Рока дий Бауд) е село и община в Северна Италия, провинция Кунео, регион Пиемонт. Разположено е на 414 m надморска височина. Населението на общината е 1685 души (към 2010 г.).